# 未完之約!!!
《未完之約!!!》是StudioThursday開發的一款帶有元遊戲元素美少女遊戲，遊戲於2021年6月6日在DLsite上發售，家用主機版於2022年4月28日發佈。

## 遊戲系統
《未完之約!!!》是一部以美少女遊戲為舞台，帶有元遊戲元素的視覺小說。遊戲中部分女主角知道自己在美少女遊戲中，如笹塚愛里能看到遊戲畫面中的對話框，看到玩家角色湊未来的想法。遊戲採用視覺小說的遊玩方式，玩家主要以男主角湊未来的視角進行遊戲。玩家遊玩時需要閱覽屏幕上所顯示的文本以了解故事情節和人物之間的對話，這些文字會與人物的立繪和背景一同出现，用以表示對話的對象。對話對象的立繪會隨著對話進行而變化，根據對話的内容做出不同表情，在部分場景中會遇見代替背景和人物立繪的場景圖片。遊戲有不少選項，同時有許多支線結局，支線結局內容有意料之外的發展。遊戲主線有三位女主角可以攻略，支線會有非人類的角色路線。

## 劇情
湊未來是木陽高校的高二學生，住他隔壁的青梅竹馬笹塚愛里（大西亞玖璃聲演），每天都會經窗戶進入他房間叫他起床。又是新學期的開始，湊未來在校門前救下了差點被車撞上的學妹天滿橋流美（萌木悠衣聲演），流美也因此喜歡上了湊未來。高三的秋葉原鳴（山田美鈴聲演）留意到這次意外，認定湊未來是這個美少女遊戲的主人公，她主動接觸湊未來，希望藉著湊未來認識更多美少女。偶爾湊未來會溜到文學部的部室逃課，並認識了一直在此安靜讀書的十條菫（富士原晴乃聲演）。某次考試不利，湊未來找十條菫輔導學業，兩人以此為契機暢談。湊未來成績改善引起笹塚愛里的注意，湊未來透露了十條菫的事情，對方一臉詫異。湊未來在一次與十條菫的約會中，正想告白之際，笹塚愛里出現制止，她表示十條菫只是兩人兒時誕生的幻想朋友，無法回應湊未來的感情，接著十條菫向兩人告別後消失。
十條菫的事情讓湊未來消沉了很久，笹塚愛里嘗試以安慰未果，秋葉原鳴出面組織兩人與流美，四人一起野炊。暑假時秋葉原鳴又組織四人去海邊游泳，接連的活動，讓湊未來走出了失戀的陰影，開始注意到身邊的三位少女。如選擇親近流美，會進入流美路線。兩人在京都旅行中告白，成為情侶。流美十分依戀湊未來，對兩人關係缺乏安全感，情人節在巧克力下藥將湊未來迷昏，並用手銬將兩人鎖在家中。兩人之後被笹塚愛里和秋葉原鳴救出，因為這次事件兩人分手。重新遊戲，再去選擇親近流美，湊未來會更體貼流美和關心對方的心情，成為恩愛的情侶。如選擇親近秋葉原鳴，會進入秋葉原鳴路線。兩人在京都旅行中告白，成為情侶，交往後湊未來會看到秋葉原鳴另一面。在完成流美和秋葉原鳴路線後，玩家選擇親近笹塚愛里，兩人告白成為情侶，但是很快笹塚愛里就質疑湊未來沒有其他路線的記憶，是虛假的主人公。湊未來會與玩家商量此事，玩家拒絕對方的請求，表示這個循環一年的遊戲的選擇都是玩家作出的。笹塚愛里真正喜歡的是湊未來，只有湊未來自己作出選擇，才能說服笹塚愛里。在玩家鼓勵下，湊未來向笹塚愛里再次告白，與笹塚愛里走出這個循環，步向未知的未來。

## 開發及發行
StudioThursday四位成員是一遊戲公司內結識的朋友，四人每逢週四在Discord聚會交流，後來四人成立同人組織StudioThursday製作遊戲《未完之約!!!》。擔任編劇，主要美術由負責，SD原畫則由負責，音樂和動畫製作由負責，akihiro和一同負責程序，akihiro還與負責演出。遊戲試玩版於2021年5月25日在Freem!發佈，開發組原定於同年6月6日在DLsite和Steam發行遊戲。DLsite如期發售，Steam因為審查問題延期。為了讓遊戲順利在Steam發行，開發組成立公司，同年9月16日，遊戲正式在Steam發行。
遊戲原本只計劃製作Microsoft Windows版（PC版），開發組在一次Comic Market上發售該作，發行商ENTERGRAM咨詢他們是否有製作家用主機版的想法，於是開發組開啟了相關製作專案。家用主機版《未完之約!!!+》除了為四名女主角增加了配音，還增加了新劇情、場景圖片和片頭曲。2021年12月23日，開發組預告《未完之約!!!+》將於2022年4月28日登陸PlayStation 4和任天堂Switch。2022年東京電玩展上，開發組宣佈會在PC上推出《未完之約!!!+》。2024年，《未完之約!!!+》以追加下載內容的方式，分別於2月14日和2月16日登陸DLsite和Steam。2月14日起，各平台同時推出日本海外版，支持英文、簡體中文、繁體中文和西班牙文。

## 評價
遊戲獲選2021年度DLsite「網站全年齡向年度同人遊戲」。AUTOMATON和《BugBug》均稱讚遊戲劇本的戲仿的內容有趣，AUTOMATON評論員Keiichi Yokoyama稱遊戲劇情輕鬆有趣，有不少戲仿內容，是作品一大亮點。《BugBug》表示遊戲中的戀愛內容也很完美。

## 外部連結
- 官方网站（简体中文）
- 家用主機官網（日語）
- 《未完之約!!!》在視覺小說數據庫的頁面 （英文）